# بني ميلك (الجزائر)
بني ميلك  هي إحدى بلديات ولاية تيبازة الجزائرية.

## تجمعات البلدية
في عام 1984، تم تشكيل بلدية بني ميلك من المناطق التالية:
- شولة (بني بوهاشم)
- بوحلو
- بني عمار غزلية
- أولاد عيسى (وادي المخفي تيمارجين)
- بني بو هانو (سيدي بن دريس - بوقيس)
- بويامين
- تفساسين
- سيدي الزورة